# Challenger de Tempe 2017
El torneo Tempe Challenger 2017 fue un torneo profesional de tenis. Pertenece al ATP Challenger Series 2017. Se disputó su 1.ª edición sobre superficie dura, en Tempe, Estados Unidos, entre el 13 y el 19 de febrero de 2017.

## Jugadores participantes del cuadro de individuales
| Favorito | País                      | Jugador             | Rank1 | Posición en el torneo |
| -------- | ------------------------- | ------------------- | ----- | --------------------- |
| 1        | Bandera de Estados Unidos | Ernesto Escobedo    | 120   | Cuartos de final      |
| 2        | Bandera de Estados Unidos | Stefan Kozlov       | 121   | Cuartos de final      |
| 3        | Bandera de Suiza          | Henri Laaksonen     | 124   | Primera ronda, retiro |
| 4        | Bandera de Canadá         | Vasek Pospisil      | 131   | Baja                  |
| 5        | Bandera de Argentina      | Marco Trungelliti   | 158   | Cuartos de final      |
| 6        | Bandera de Rusia          | Teimuraz Gabashvili | 160   | Semifinales           |
| 7        | Bandera de Estados Unidos | Dennis Novikov      | 178   | Semifinales           |
| 8        | Bandera de El Salvador    | Marcelo Arévalo     | 181   | Segunda ronda         |

- 1 Se ha tomado en cuenta el ranking del 6 de febrero de 2017.

### Otros participantes
Los siguientes jugadores recibieron una invitación (wild card), por lo tanto ingresan directamente al cuadro principal (WC):
- Bradley Klahn
- Roberto Cid Subervi
- Michael Geerts
- Benjamin Hannestad

Los siguientes jugadores ingresan al cuadro principal tras disputar el cuadro clasificatorio (Q):
- Luke Bambridge
- Daniel Elahi Galán
- Nicolás Jarry
- Brayden Schnur

## Campeones

### Individual Masculino
- Tennys Sandgren derrotó en la final a  Nikola Milojević, 4–6, 6–0, 6–3

### Dobles Masculino
- Walter Trusendi /  Matteo Viola derrotaron en la final a  Marcelo Arévalo /  José Hernández,